# 亚洲公路31号线
亚洲高速公路31号线（英語：Asian Highway 31），编号为，是亚洲公路网系统中东亚区域的一条公路，全长1,595（991英里）公里。该公路起始于俄罗斯阿穆尔州的别洛戈尔斯克，途经中华人民共和国的黑龙江省、吉林省和辽宁省，终点为辽宁省大连市。  

## 俄罗斯段
- R297：R297公路别洛戈尔斯克-海兰泡[3]
- 经10K-243公路抵达中俄边境

## 中国段
- 吉黑高速：黑河市-哈尔滨市
- 京哈高速：哈尔滨市-沈阳市
- 沈海高速：沈阳市-大连市[4]